# Hugo Friedhofer
Hugo Wilhelm Friedhofer (San Francisco, 3 maggio 1901 – Los Angeles, 17 maggio 1981) è stato un compositore statunitense di colonne sonore cinematografiche.

## Filmografia parziale
- Papà Gambalunga (Daddy Long Legs), regia di Alfred Santell (1931)
- Transatlantico (Transatlantic), regia di William K. Howard (1931)
- Amateur Daddy, regia di John G. Blystone (1932)
- After Tomorrow, regia di Frank Borzage (1932)
- Rebecca of Sunnybrook Farm, regia di Alfred Santell (1932)
- Susanna (I Am Suzanne), regia di Rowland V. Lee (1933)
- Orient Express, regia di Paul Martin (1934)
- Il paradiso delle stelle (George White's Scandals), regia di Thornton Freeland, Harry Lachman, George White (1934)
- La rosa del sud (So Red the Rose), regia di King Vidor (1935)
- Il piccolo colonnello (The Little Colonel), regia di David Butler (1935)
- George White's 1935 Scandals, regia di George White (1935)
- Il sentiero del pino solitario (The Trail of the Lonesome Pine), regia di Henry Hathaway (1936)
- Il prigioniero dell'isola degli squali (The Prisoner of Shark Island), regia di John Ford (1936)
- Sono innocente (You Only Live Once), regia di Fritz Lang (1937)
- Il sentiero della vendetta (Born to the West), regia di Charles Barton (1937)
- Tovarich, regia di Anatole Litvak - orchestratore, non accreditato (1937)
- Tramonto (Dark Victory), regia di Edmund Goulding (1939)
- Il segno di Zorro (The Mark of Zorro), regia di Rouben Mamoulian (1940)
- Paradiso proibito (All This, and Heaven Too), regia di Anatole Litvak (1940)
- Sposa contro assegno (The Bridge Came C.O.D.) - arrangiamenti (1941)
- The Battle of Midway, regia di John Ford - cortometraggio (1942)
- Prigionieri dell'oceano (Lifeboat), regia di Alfred Hitchcock (1944)
- I cospiratori (The conspirators), regia di Jean Negulesco - musica addizionale (1944)
- Il magnifico avventuriero (Along Came Jones), regia di Stuart Heisler (1945)
- I migliori anni della nostra vita (The Best Years of Our Lives), regia di William Wyler (1946)
- Gilda, regia di Charles Vidor (1946)
- Anima e corpo (Body and Soul), regia di Robert Rossen (1947)
- La moglie del vescovo (The Bishop's Wife), regia di Henry Koster (1947)
- Il cerchio si chiude (Framed), regia di Richard Wallace (1947)
- Venere e il professore (A Song Is Born), regia di Howard Hawks (1948)
- Giovanna d'Arco (Joan of Arc), regia di Victor Fleming (1948)
- Il verdetto (Sealed Verdict), regia di Lewis Allen (1948)
- L'urlo della folla (The Sound of Fury / Try And Get Me!), regia di Cy Endfield (1950)
- L'amante indiana (Broken Arrow), regia di Delmer Daves (1950)
- La porta dell'inferno (Edge of Doom), regia di Mark Robson (1950)
- L'asso nella manica (Ace in the Hole), regia di Billy Wilder (1951)
- L'isola nel cielo (Island in the Sky), regia di William A. Wellman (1953)
- Tre ragazzi del Texas (Three Young Texans), regia di Henry Levin (1954)
- Hondo, regia di John Farrow (1954)
- Vera Cruz, regia di Robert Aldrich (1954)
- Le piogge di Ranchipur (The Rains of Ranchipur), regia di Jean Negulesco (1955)
- Femmina ribelle (The Revolt of Mamie Stover), regia di Raoul Walsh (1956)
- Il colosso d'argilla (The Harder They Fall), regia di Mark Robson (1956)
- Un amore splendido (An Affair to Remember), regia di Leo McCarey (1957)
- Il barbaro e la geisha (The Barbarian and the Geisha), regia di John Huston (1958)
- I giovani leoni (The Young Lions), regia di Edward Dmytryk (1958)
- L'angelo azzurro (The Blue Angel), regia di Edward Dmytryk (1959)
- Sacro e profano (Never So Few), regia di John Sturges (1959)
- Ossessione di donna (Woman Obsessed), regia di Henry Hathaway (1959)
- I due volti della vendetta (One-Eyed Jacks), regia di Marlon Brando (1960)

## Premi Oscar Miglior Colonna Sonora

### Vittorie
- I migliori anni della nostra vita (The Best Years of Our Lives, 1947)

### Candidature
- La donna del ritratto (The Woman in the Window, 1946)
- La moglie del vescovo (The Bishop's Wife, 1948)
- Giovanna d'Arco (Joan of Arc 1949)
- Il prezzo del dovere (Above and Beyond, 1952)
- I diavoli del Pacifico (Between Heaven and Hell, 1957)
- Un amore splendido (An Affair to remember, 1958)
- Il ragazzo sul delfino (Boy on a Dolphin, 1958)
- I giovani leoni (The Young Lions, 1959)